# Realize (田村直美の曲)
『Realize』（リアライズ）は田村直美の21枚目のシングル。レーベルはアップフロントワークス EPCE-5106。ASINはB00005LPAU。

## 作品概要
アップフロントワークス（zetima）在籍最後のシングルはNHK BS-2「砂漠の海賊!キャプテンクッパ」オープニング・テーマ。

## 収録曲
1. Realize
作詞・作曲：田村直美　編曲：川本盛文
2. Vanity cowboy
作詞・作曲：田村直美　編曲：川本盛文
3. Realize (inst.)
4. Vanity couboy (inst.)

## 収録アルバム
- LIVE A GO GO! 001 〜every part of me〜（#1のみ2002ライブバージョン、2002年8月20日）
- Tamura Naomi A.K.A. Sho-ta Sho-ta A.K.A. Tamura Naomi（#1のみ、2007年1月21日）
- Collection of tamuranaomi（#1のみ2002ライブバージョン、2011年11月23日）